# Cantón de Plouzévédé
El cantón de Plouzévédé era una división administrativa francesa, que estaba situada en el departamento de Finisterre y la región de Bretaña.

## Composición
El cantón estaba formado por seis comunas:
- Cléder
- Plouvorn
- Plouzévédé
- Saint-Vougay
- Tréflaouénan
- Trézilidé

## Supresión del cantón de Plouzévédé
En aplicación del Decreto n.º 2014-151 de 13 de febrero de 2014, el cantón de Plouzévédé fue suprimido el 22 de marzo de 2015 y sus 6 comunas pasaron a formar parte; cuatro del nuevo cantón de Landivisiau y dos del nuevo cantón de Saint-Pol-de-Léon.